# Ынтымак (Тюлькубасский район)
Ынтымак (каз. Ынтымақ, до 1993 г. — Сергиевка) — село в Тюлькубасском районе Туркестанской области Казахстана. Входит в состав Састобенской поселковой администрации. Находится примерно в 35 км к западу от районного центра села им. Турара Рыскулова. Код КАТО — 516059300.

## Население
В 1999 году население села составляло 1606 человек (788 мужчин и 818 женщин). По данным переписи 2009 года, в селе проживало 1598 человек (790 мужчин и 808 женщин).